# Halowe igrzyska azjatyckie
Halowe igrzyska azjatyckie – międzynarodowa impreza sportowa organizowana co 2 lata w różnych krajach Azji. Igrzyska organizowane są przez Azjatycką Radę Olimpijską (OCA). Pierwsze halowe igrzyska azjatyckie zostały zorganizowane w 2005 roku w stolicy Tajlandii, Bangkoku.
Na zawodach tych odbywają się takie konkurencje jak m.in. sporty ekstremalne, halowa lekkoatletyka, sporty taneczne, futsal i pływanie na krótkim basenie.

## Lista halowych igrzysk azjatyckich
- Halowe Igrzyska Azjatyckie 2005, Bangkok, Tajlandia
- Halowe Igrzyska Azjatyckie 2007, Makau, Chiny
- Halowe Igrzyska Azjatyckie 2009, Hanoi, Wietnam

W 2009 rozegrano równocześnie 
- Azjatyckie Igrzyska Sportów Walki 2009, Bangkok, Tajlandia

a następnie imprezy połączono 
- Azjatyckie Igrzyska Sportów Halowych i Walki 2013 Inczon, Korea Południowa
- Azjatyckie Igrzyska Sportów Halowych i Walki 2017 Aszchabad, Turkmenistan
- Azjatyckie Igrzyska Sportów Halowych i Walki 2021 Bangkok i Chon Buri, Tajlandia – zawody wielokrotnie przekładane z 2021 roku, ostatecznie odwołane w sierpniu 2024 roku[1]
- Azjatyckie Igrzyska Sportów Halowych i Walki 2026 Rijad, Arabia Saudyjska

## Wyniki
- Zapasy w 2017